# Shahrestān-e Qaşr-e Shīrīn
Shahrestān-e Qaşr-e Shīrīn (persiska: شهرستان قصر شيرين, قصر شيرين) är en delprovins (shahrestan) i Iran.   Den ligger i provinsen Kermanshah, i den västra delen av landet, 600 km väster om huvudstaden Teheran.
Delprovinsen hade 23 929 invånare 2016.